# Reem Al Marzouqi
Reem Al Marzouqi (arabisch ريم المرزوقي, DMG Rīm al-Marzūqī) ist eine emiratische Ingenieurin und die erste emiratische Frau, die in den USA ein Patent für ein Auto erhielt, das ohne Hände gefahren werden kann.

## Ausbildung und Karriere
Al Marzouqi wuchs in einem „Haus voller Jungs“ in den Vereinigten Arabischen Emiraten auf. Dies gibt sie als Grund für ihre Begeisterung für Autos an. 2008 begann sie ihr Studium an der Universität der Vereinigten Arabischen Emirate. Ihr Ziel war es, Architektin zu werden. Da sie keine Einser-Studentin war, schloss sie ihr Studium mit einem Bachelor in Bauingenieurwesen ab. Während ihres Studiums an der VAE arbeitete sie mit Ingenieurbüros in Abu Dhabi und Dubai zusammen. Dazu gehörte Musanada, ein Unternehmen für Gebäudemanagement und Design in Facilitymanagement. Für ihre praktische Ingenieursarbeit gewann sie den zweiten Platz beim nationalen Emirates Skills Zimmerer-Wettbewerb. Al Marziugi war die erste und einzige weibliche Teilnehmerin.
Al Marzouqi erhielt 2012 das US-Patent für ihre Erfindung Lower Extremity Vehicle Navigation Control System ‚Fahrzeug-Steuerungssystem für die unteren Extremitäten‘. Das Patent wurde ihr 2017 auch in Japan erteilt. Das System verwendet einen Lenk-, einen Beschleunigungs- und einen Bremshebel, die ausschließlich mit den Füßen bedient werden. So können Menschen Auto fahren, ohne ihren Oberkörper einsetzen zu müssen. Das System ist das erste seiner Art. Die Universität der Vereinigten Arabischen Emirate hat auch Patente in China und der Europäischen Union angemeldet. Die Erfindung ist einer der bemerkenswerten Erfolge des Takamul-Programms.
Al Marzouqi wurde in einer Ethikvorlesung an ihrer Universität aufgefordert, eine patentierbare Idee zu entwickeln. Dabei erinnerte sie sich an ein Fernsehinterview in Inside Edition mit Jessica Cox, der weltweit ersten lizenzierten armlosen Pilotin, die in ihrem Interview die Schwierigkeiten erwähnte, Autos über lange Strecken nur mit ihren Füßen zu steuern. Als sie sich mit ihren Skizzen und Ideen zum ersten Mal an ihren Professor wandte, wies er sie zunächst ab. Er sagte ihr, sie solle sich auf ihr Studium konzentrieren, anstatt zu erfinden. Als der Professor jedoch die Skizzen sah, ermutigte er Al Marzouqi, ein US-Patent zu beantragen. Dies spricht für ihre Problemlösungsmentalität – sie löst echte Probleme, anstatt gedankenlos zu erfinden.
Reem hat seitdem an der Ausstellung Expo Science International teilgenommen. Ihre Erfindung wurde in die Ausstellung „A History of the World in 100 Objects“ des Britischen Museums aufgenommen, die von April bis August 2014 in Manarat Al Saadiyat, Abu Dhabi, zu sehen war. Ihre Erfindung repräsentierte die Zukunft und wurde von Neil MacGregor, dem Direktor des Britischen Museums, als „ein brillantes Beispiel für das Streben des Menschen nach Neuem“ bezeichnet.
Aufgrund ihrer akademischen Leistungen und ihrer außerschulischen Aktivitäten wurde sie von der Academy of Achievement ausgewählt, um 2014 als Innovations- und Technologiedelegierte am 51st Annual International Achievement Summit in San Francisco, Kalifornien, teilzunehmen. Al Marzouqi hält außerdem zwei Guinness-Weltrekorde, die beide 2014 aufgestellt wurden: die größte von Heliumballons aufgezogene Flagge und das längste Hochzeitskleid. Reem hat beide Kunststücke entworfen und den Dubai Club for the Disabled mit der Arbeit am Hochzeitskleid beauftragt, um ihre Talente zu unterstreichen. Al Marzouqi wurde auch in den Listen Arabian Business: Die 50 einflussreichsten Frauen in der Arabischen Welt 2018 und Die 100 Klügsten Leute der Vereinigten Arabischen Emirate aufgeführt.
Seit ihrem College-Abschluss und der Erlangung des ersten US-Patents eines Emiratis arbeitet Al Marzouqi mit dem Flughafen Abu Dhabi zusammen, um das Midfield-Terminal zu modernisieren und den Flughafen zu einem Technologieführer zu machen.
Sie ist verheiratet und hat zwei Söhne.